# Conchita Wurst

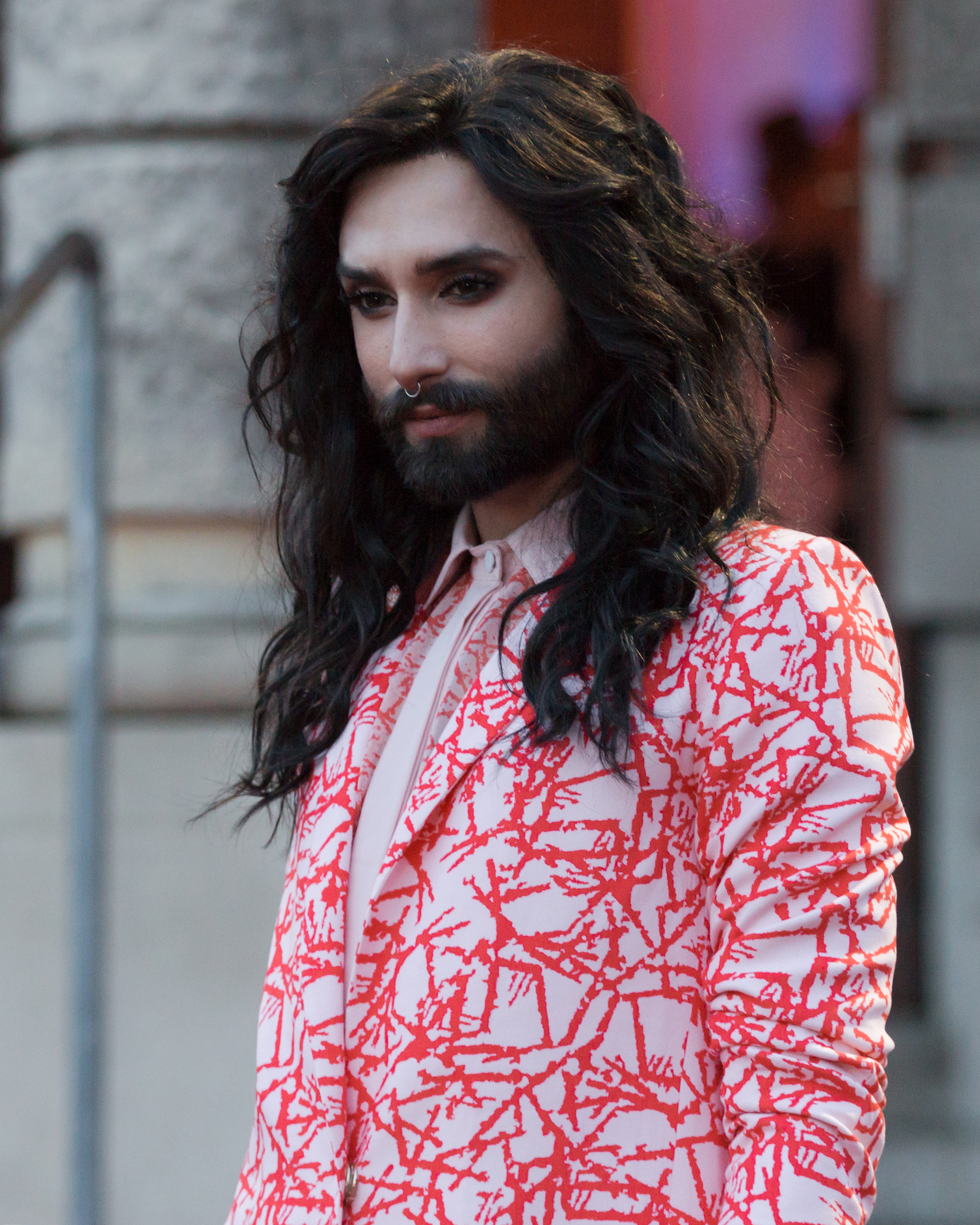
Conchita beim Amadeus Award 2017

Thomas „Tom“ Neuwirth (* 6. November 1988 in Gmunden) ist ein österreichischer Sänger und Travestiekünstler. 2014 wurde Neuwirths Kunstfigur Conchita Wurst mit dem Stück Rise Like a Phoenix Siegerin des 59. Eurovision Song Contests in Kopenhagen. Neuwirth tritt seit März 2019 zusätzlich unter dem Künstlernamen WURST auf.

## Leben und Karriere
Tom Neuwirth wurde 1988 in Gmunden in Oberösterreich als Sohn der Gastwirte Helga und Siegfried Neuwirth geboren und wuchs in Bad Mitterndorf auf. 2011 schloss er eine Ausbildung an der Grazer Modeschule ab. Nachdem er erpresst worden war, gab er im April 2018 bekannt, dass er seit vielen Jahren HIV-positiv sei. Für dieses Outing erhielt er viel Zuspruch.

### Erste Karriereschritte
Neuwirth nahm 2006 an der dritten Staffel der TV-Castingshow Starmania des ORF teil, in der er Zweiter hinter Nadine Beiler wurde. 2007 gründete er zusammen mit Falco De Jong Luneau, Johannes „Johnny“ K. Palmer und Martin Zerza die Boyband jetzt anders!, die sich im selben Jahr wieder auflöste.

### Kunstfigur „Conchita Wurst“
Seit 2011 tritt Neuwirth als Dragqueen Conchita Wurst bzw. seit 2015 als Conchita auf, eine Diva mit Vollbart. Ihre fiktive Biografie beginnt mit der Geburt in den Bergen von Kolumbien und führt über eine Kindheit in Deutschland zum Beginn der Karriere als Sängerin in Österreich. Ihre Schaffung erklärt Neuwirth als Reaktion und Statement gegen Diskriminierungen, die er in seiner Jugend aufgrund seiner Homosexualität erfuhr. Sein Auftreten als Conchita solle auch dazu führen, dass „es Jugendliche leichter haben – und zwar egal, aus welchem Grund sie anders als die anderen sind“.
Den Namen Conchita bekam die Diva von einer Freundin aus Kuba und behielt ihn bei. Den Nachnamen wählte sie, „weil es eben ‚wurst‘ ist, woher man kommt und wie man aussieht“. Wiederholt erklärte Tom Neuwirth in Interviews auf Fragen nach seinem Geschlecht, dass seine Darstellung der Conchita Wurst nichts mit Transgeschlechtlichkeit zu tun habe, sein Alter Ego sei einfach eine Kunstfigur („was wir Kunstfiguren machen, ist wie es der Name schon sagt, Kunst. […] aber am Abend sind wir immer noch gerne in dem Körper, in dem wir geboren wurden“). Der Bart unterscheidet Conchita Wurst von anderen Travestie-Figuren, bei denen es, wie Doris Knecht beobachtet, „darum geht, alle vermeintlich männlichen durch sogenannte weibliche Attribute zu ersetzen. Conchita macht das nicht. Sie ergänzt. Sie ist eine Mann-Frau und ein Frau-Mann. In ihr vermischen sich die Geschlechter, verwischen die Unterschiede.“ Für Neuwirth fungiert der Bart als gezielte Provokation:

„Vor allem der Bart ist ein Mittel für mich, zu polarisieren, auf mich aufmerksam zu machen. Die Welt reagiert auf eine Frau mit Haaren im Gesicht. Was ich mir wünsche, wäre, dass sich die Leute ausgehend von meiner ungewöhnlichen Erscheinung Gedanken machen – über sexuelle Orientierung, aber genauso über das Anderssein an sich. Manchmal muss man den Menschen einfach und plakativ klarmachen, worum es geht.“

Der Pastoraltheologe Paul Zulehner und andere Kommentatoren vergleichen in ihren Betrachtungen des Sieges und dessen Wirkung das Erscheinungsbild mit Jesus-Darstellungen im romantisierenden Stil der Nazarener und Präraffaeliten, während Pirmin Meier Parallelen zur fiktiven Heiligen Kümmernis beschreibt. Der in Berlin lebende österreichische Bildhauer Gerhard Goder schuf 2014 eine Holzskulptur mit dem Titel Conchita Wurst auf der Mondsichel, die zum Bestand des Berliner Museums Europäischer Kulturen gehört.
Neuwirth wurde in der Rolle der „Conchita Wurst“ erstmals 2011 als Teilnehmer an der ORF-Talentshow Die große Chance bekannt, in der er in der Finalrunde den sechsten Platz belegte. Als Conchita Wurst nahm er auch an der österreichischen Vorentscheidung für den Eurovision Song Contest 2012 (Österreich rockt den Song Contest) teil und erreichte im Finale mit dem Song That’s What I Am mit 49 Prozent der Stimmen den zweiten Platz hinter Trackshittaz mit 51 Prozent.
Weitere Fernsehauftritte folgten 2013, als Conchita Wurst in der Sendung Die härtesten Jobs Österreichs auf ORF eins zu sehen war, wo er in der Fischverarbeitung arbeitete, und im Sommer desselben Jahres in der Sendung Wild Girls – Auf High Heels durch Afrika bei RTL, in der er den siebten Platz erreichte. 2013 war er mit dem Titel That’s What I Am zusammen mit einer Reihe weiterer österreichischer Musiker auf dem Benefiz-Album Licht ins Dunkel 2013 und bei einem Konzert für die ORF-Weihnachtsaktion Licht ins Dunkel vertreten.

### Sieg beim Eurovision Song Contest 2014 und Reaktionen

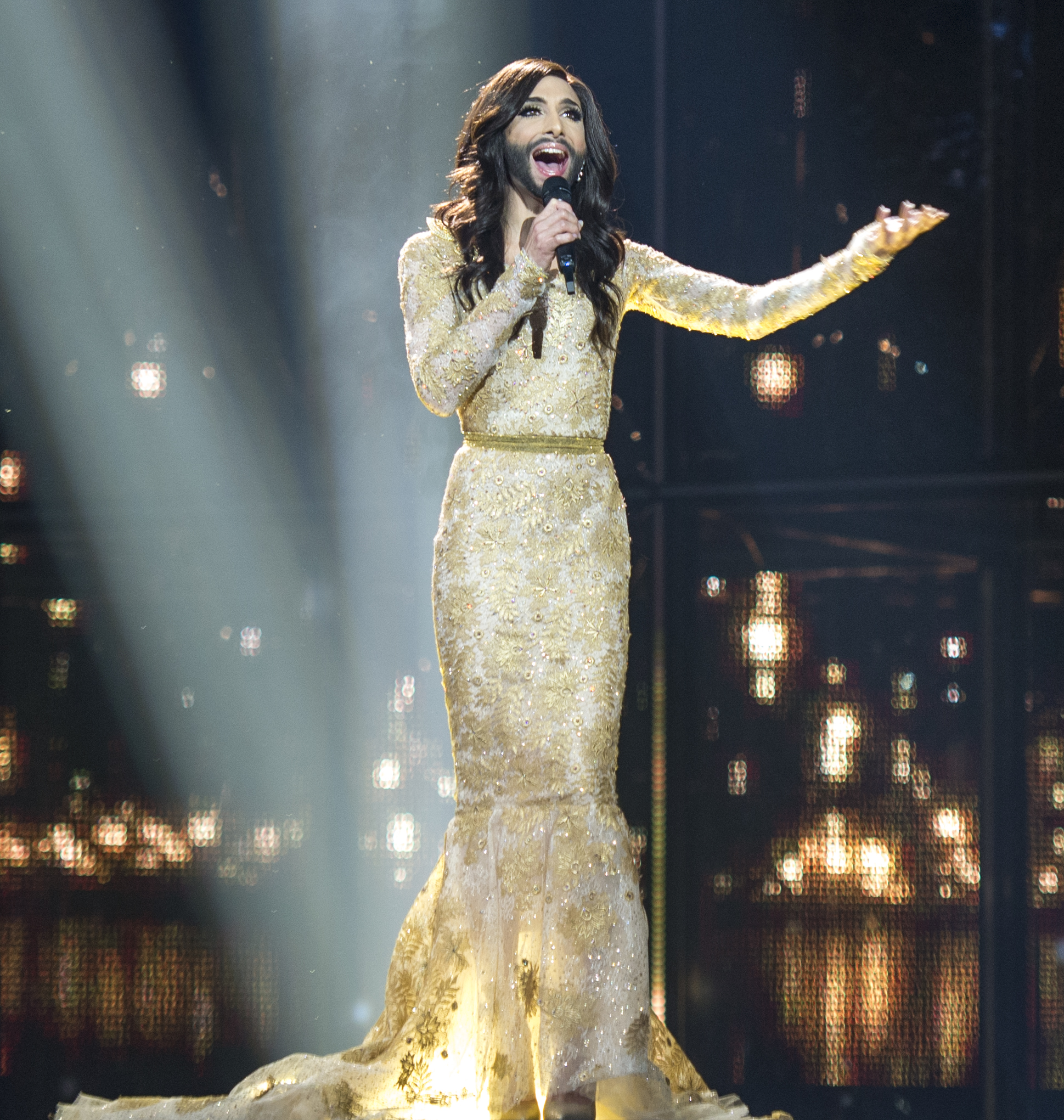
Conchita Wurst beim Eurovision Song Contest 2014

Im September 2013 gab der ORF bekannt, Conchita Wurst als Österreichs Beitrag zum Eurovision Song Contest 2014 in Kopenhagen zu entsenden. In österreichischen Medien wurde die Entscheidung, keine Vorausscheidung zu veranstalten, unter anderem als Ausdruck von Sparzwängen im ORF gedeutet. Die Entscheidung traf die Programmintendantin Kathrin Zechner aus einem knappen Dutzend Vorschlägen, hausintern soll das Potenzial der Kandidatin bis zuletzt massiv unterschätzt worden sein. Der Song Rise Like a Phoenix wurde erstmals am 18. März 2014 auf Ö3 präsentiert. Sämtliche Plattenfirmen Österreichs lehnten die Veröffentlichung des Stücks ab, so dass der ORF sich gezwungen sah, den Titel selbst zu veröffentlichen.
Am 8. Mai 2014 qualifizierte sich Conchita Wurst in Kopenhagen für das Finale des Wettbewerbs, das sie in der Nacht zum 11. Mai 2014 gewann. Die Entscheidung wurde von etwa 180 Millionen Zusehern verfolgt. Es war das viertbeste Ergebnis in der Geschichte des ESCs und der zweite Sieg Österreichs beim ESC. Bei der Preisverleihung sagte Wurst: „… Dieser Abend ist allen gewidmet, die an eine Zukunft in Frieden und Freiheit glauben. Ihr wisst, wer wir sind: Wir sind eine Gemeinschaft, und wir sind unaufhaltbar.“

### Kritik im Vorfeld
Der Kabarettist und frühere ESC-Teilnehmer Alf Poier äußerte sich homophob über den Auftritt, und auch der damalige FPÖ-Politiker Heinz-Christian Strache polemisierte gegen die Entsendung Wursts durch den ORF.
In Belarus rief die „Legion Aljaksandr Lukaschenka“ zum Boykott des Song Contests und einem Ausstrahlungsverbot mit der Begründung auf, der populäre internationale Wettbewerb sei mithilfe der europäischen Liberalen zu einem „Brutherd der Unzucht“ verkommen. Der polnische Politiker Jarosław Kaczyński sah in Conchita Wurst den „Verfall des modernen Europas“, und der türkische Parlamentarier Volkan Bozkir äußerte, sein Land sei froh, nicht mehr am Eurovision Song Contest teilnehmen zu müssen. In Russland forderte der Politiker Witali Milonow, Initiator des in Sankt Petersburg verabschiedeten Gesetzes gegen Propaganda von Homosexualität und Pädophilie, das zum Vorbild für die landesweite Gesetzgebung wurde (siehe Homosexualität in Russland), einen Boykott.
Conchita Wurst reagierte auf die Angriffe mit einer auf Facebook verbreiteten Nachricht, in der es hieß:

„Wie würde es euch gehen, wenn eure Freunde, Verwandten, Kinder, Kollegen usw. auf diese Weise beschimpft werden? Ich bin mir sicher, dass es in eurer näheren Umgebung ebenfalls Menschen gibt, die ‚anders‘ sind. In diesem Sinne kämpfe ich weiterhin GEGEN Diskriminierung und FÜR Toleranz. Denn ich bin davon überzeugt, dass im 21. Jahrhundert wirklich JEDER Mensch das Recht hat, so zu leben, wie er möchte, solange niemand anderer in seiner Freiheit eingeschränkt oder verletzt wird. Und soweit ich weiß, habe ich niemandem weh getan.“

### Reaktionen nach dem ESC
Am 11. Mai 2014 wurde Conchita anlässlich der Rückkehr aus Kopenhagen am Flughafen Wien-Schwechat begeistert von Hunderten von Fans empfangen. Noch am Flughafen gab sie eine live in Fernsehen und Radio übertragene Pressekonferenz. In einem Interview zu Russlands Präsident Putin und der Homophobie in Russland befragt, antwortete Conchita: „Ich weiß nicht, ob er zuguckt. Aber falls ja, sage ich ganz klar: Wir sind unaufhaltbar.“ In Dänemark wurde sie während der Song-Contest-Zeit als Queen of Austria bezeichnet und für ihren Auftritt im Semi-Finale vom Moderator auch so angekündigt. Dieser Titel wurde im Folgenden auch von den österreichischen Printmedien aufgegriffen.
Auch Kardinal Christoph Schönborn konnte der Figur etwas Positives abgewinnen und forderte Respekt für Menschen, die sich in ihrem Körper nicht zu Hause fühlten. Der überraschende Erfolg Wursts wird in den internationalen Medien mit dem plötzlichen Auftauchen von Paul Potts und von Susan Boyle mit ihrem vergleichbaren Lied I Dreamed a Dream, von Leona Lewis oder der italienischen Nonne Schwester Cristina Scuccia verglichen. Vergleichbar sei in allen Fällen, dass es sich um sogenannte Underdogs, ausgegrenzte Menschen oder Mitglieder von Minoritäten handelte, die kraft ihrer gesanglichen Leistung alle Diskriminierungen schlagartig überwinden konnten und massiven Zuspruch breiter Bevölkerungsschichten errangen.
Österreichs bis dahin einziger Eurovision-Song-Contest-Gewinner Udo Jürgens, 1966 mit Merci, Chérie erfolgreich, lobte das Lied als „ein[en] gut komponierte[n] Song mit einem schönen musikalischen Bogen“. Cher gratulierte ebenso wie Julio Iglesias. Elton John und sein Partner David Furnish schickten Conchita Wurst Blumen und eine Karte mit der Aufschrift „We love you“ in die Garderobe, als sie am 15. Mai 2014 in Graham Nortons BBC-Show auftrat.

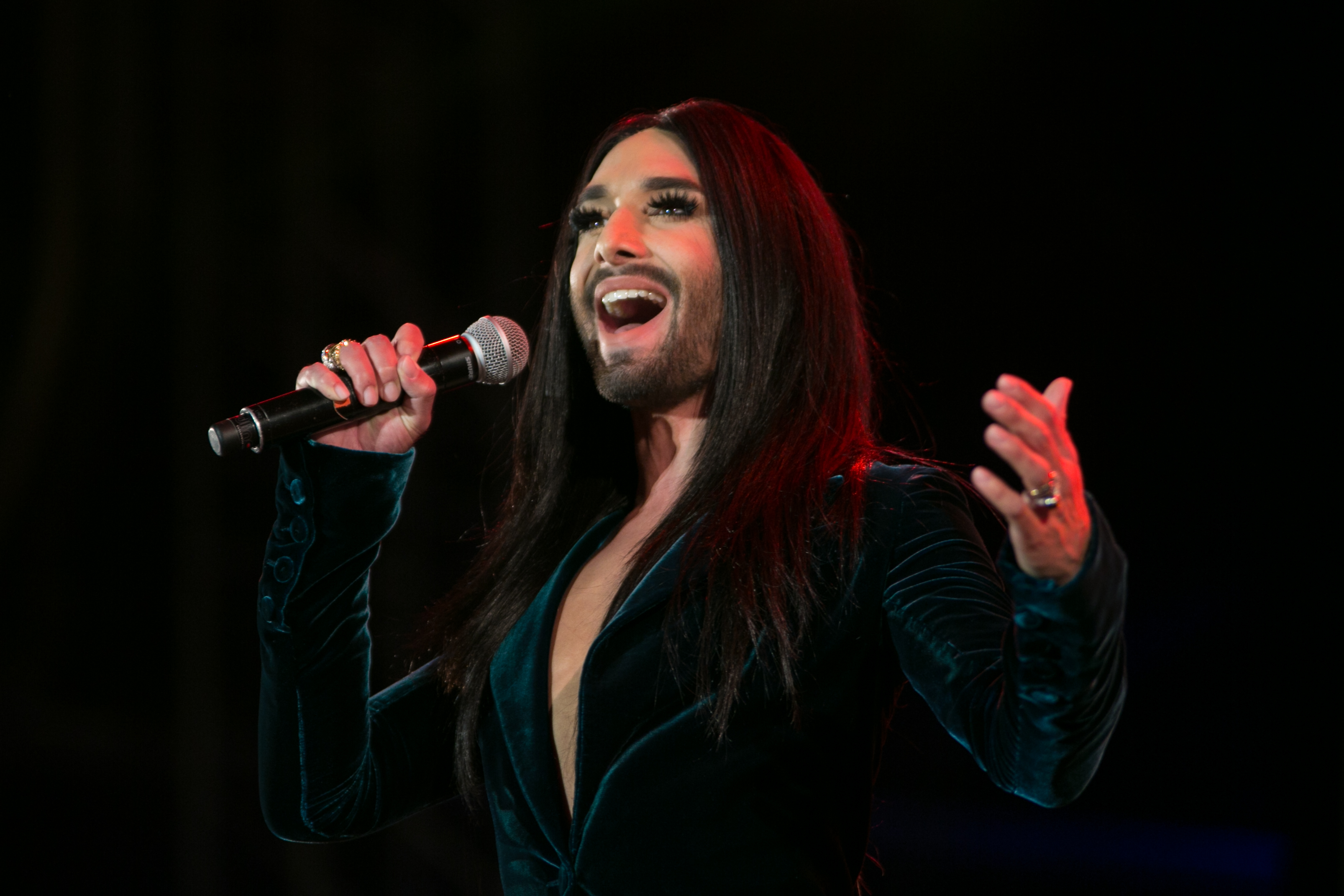
Conchita, 2015

Am 18. Mai 2014 lud Bundeskanzler Werner Faymann Conchita Wurst ins Bundeskanzleramt ein. Anschließend sang sie vor rund 10.000 Zuhörern auf dem Ballhausplatz. Der Song Rise Like a Phoenix schaffte es in sieben Ländern in die Top Ten und in Österreich auf Platz eins der Charts. Am 31. Mai 2014 trat Conchita Wurst im Rahmen des Life Balls während der Eröffnungsshow auf dem Rathausplatz sowie im Arkadenhof des Wiener Rathauses auf. Bereits seit 2006 nimmt Wurst regelmäßig an der Veranstaltung zu Gunsten HIV-Infizierter teil. Anfang Juli war Wurst in Paris bei Jean Paul Gaultiers Präsentation seiner Herbst/Winter-Kollektion auf dem Laufsteg zu sehen.
Am 8. Oktober desselben Jahres sang Conchita Wurst auf Einladung der Vizepräsidentin des EU-Parlaments Ulrike Lunacek vor Politikern aus ganz Europa auf der Esplanade Solidarnosc vor dem EU-Parlament in Brüssel. Seit Oktober 2014 war sie Werbeträgerin für die Bank Austria. Ebenso wurde Conchita Wurst vom Public Relations Verband Austria als Kommunikatorin des Jahres 2014 ausgezeichnet. Im Dezember 2014 wurde Conchita Wurst vom Nachrichtenmagazin Profil – gemeinsam mit dem russischen Präsidenten Wladimir Putin – zum Menschen des Jahres gekürt.

### DebütalbumConchita

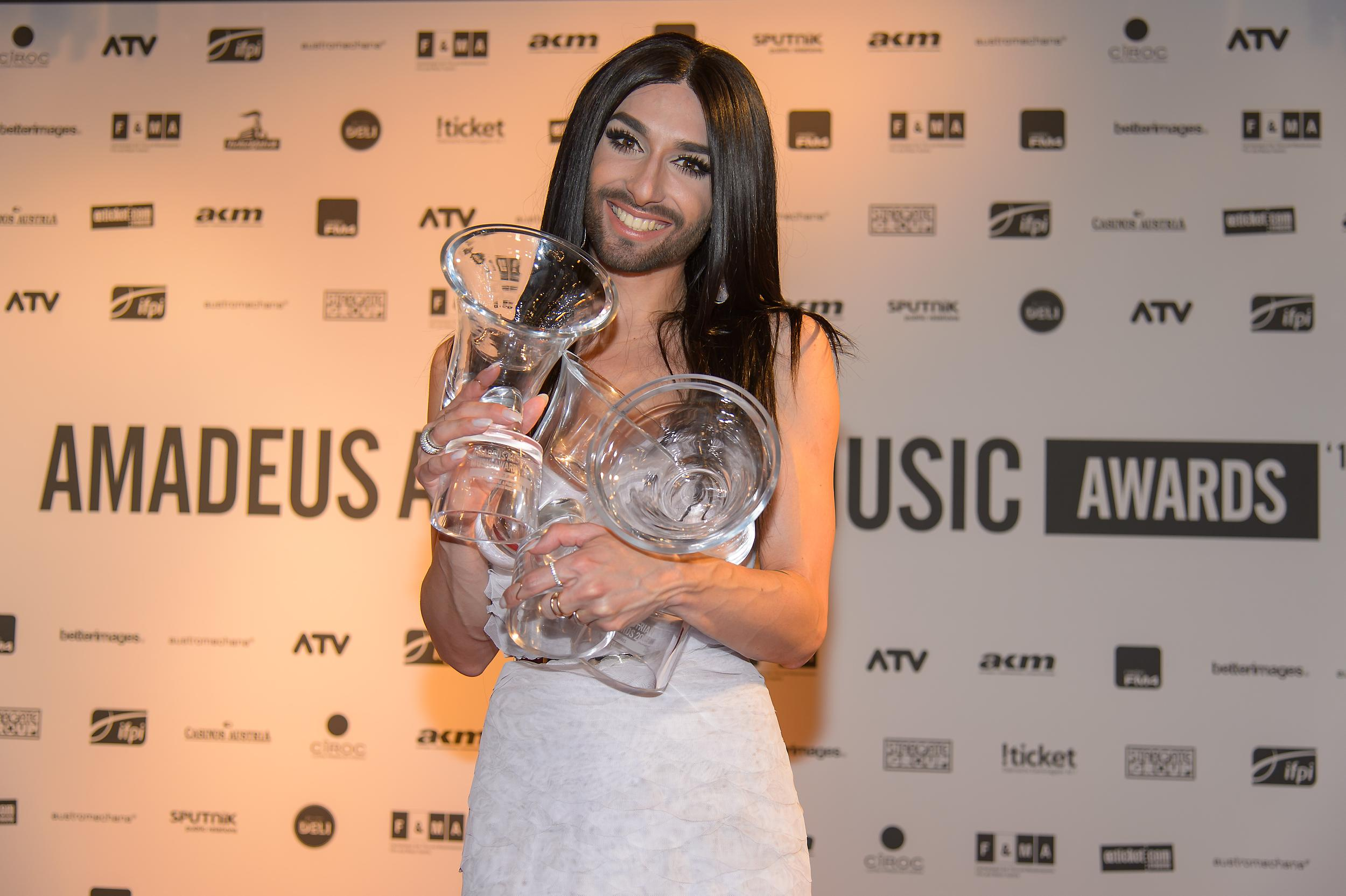
Conchita beim Amadeus Austrian Music Award, 2015

Ende 2014 veröffentlichte Conchita Wurst die Single Heroes, Anfang März 2015 folgte You Are Unstoppable. Ende März 2015 wurde sie als erfolgreichster Musikerin des Vorjahres mit drei Amadeus-Awards ausgezeichnet: In den beiden Hauptkategorien als Künstler des Jahres und für den Song des Jahres Rise Like a Phoenix und auch in der Kategorie Video des Jahres für den Clip zum Song Heroes. Am 15. Mai 2015 brachte sie das Debütalbum Conchita auf den Markt, das nur wenige Tage nach der Veröffentlichung in Österreich mit Platin ausgezeichnet wurde und auch in weiteren europäischen Ländern und Australien in die Charts gelangte.
Beim Eurovision Song Contest 2015 in Wien trat Conchita im Zuge des ersten Semi-Finales erneut mit Rise Like a Phoenix auf und war als Moderatorin im Green Room tätig. Zudem war sie am Eröffnungssong Building Bridges beteiligt. Im März 2016 trat sie zusammen mit anderen Drag-Künstlern und dem Sydney Symphony Orchestra in der Oper von Sydney auf.
Beim Amadeus Austrian Music Award 2016 wurde Conchita erneut als Künstler des Jahres ausgezeichnet. Danach ging Conchita mit Band auf ihre erste Tournee durch Österreich, Deutschland und die Schweiz. Im August 2016 trat sie bei der EuroPride in Amsterdam sowie im Oktober 2016 bei der 27. Benefizgala Wider die Gewalt auf. Anfang 2017 war sie bei RTL als Jurorin in der Castingshow It Takes 2 zu sehen. 2017 moderierte sie gemeinsam mit Verena Scheitz den Life Ball und 2018 den Amadeus Austrian Music Award. 2018 moderierte Conchita dort abermals, diesmal gemeinsam mit Herbert Föttinger.

### Zweites Album:From Vienna with Love
Nach der gemeinsamen Eröffnung der Wiener Festspiele 2017 erschien im Oktober 2018 ein Album von Conchita und den Wiener Symphonikern mit dem Titel From Vienna With Love. Im Juni 2018 war vorab eine Neuinterpretation von The Sound of Music aus dem gleichnamigen Film als Single erschienen. Im September folgte die zweite Single Für mich soll’s rote Rosen regnen, eine Coverversion von Hildegard Knefs gleichnamigem Lied.
Im Februar 2019 sorgte Tom Neuwirth für Aufregung, als er in seiner Kunstfigur Conchita (wie zuvor auch schon beim Grazer Tuntenball,) auf Einladung von Justizminister Josef Moser (ÖVP), beim Wiener Opernball mit Glatze und einem weit ausgeschnittenen Latex-Kleid erschien. Vor allem FPÖ-Politiker kritisierten den Auftritt heftig. Bundespräsident Alexander Van der Bellen hingegen freute sich über den Besuch Conchita Wursts und zeigte sich begeistert vom „völlig veränderten Outfit“ des Künstlers.

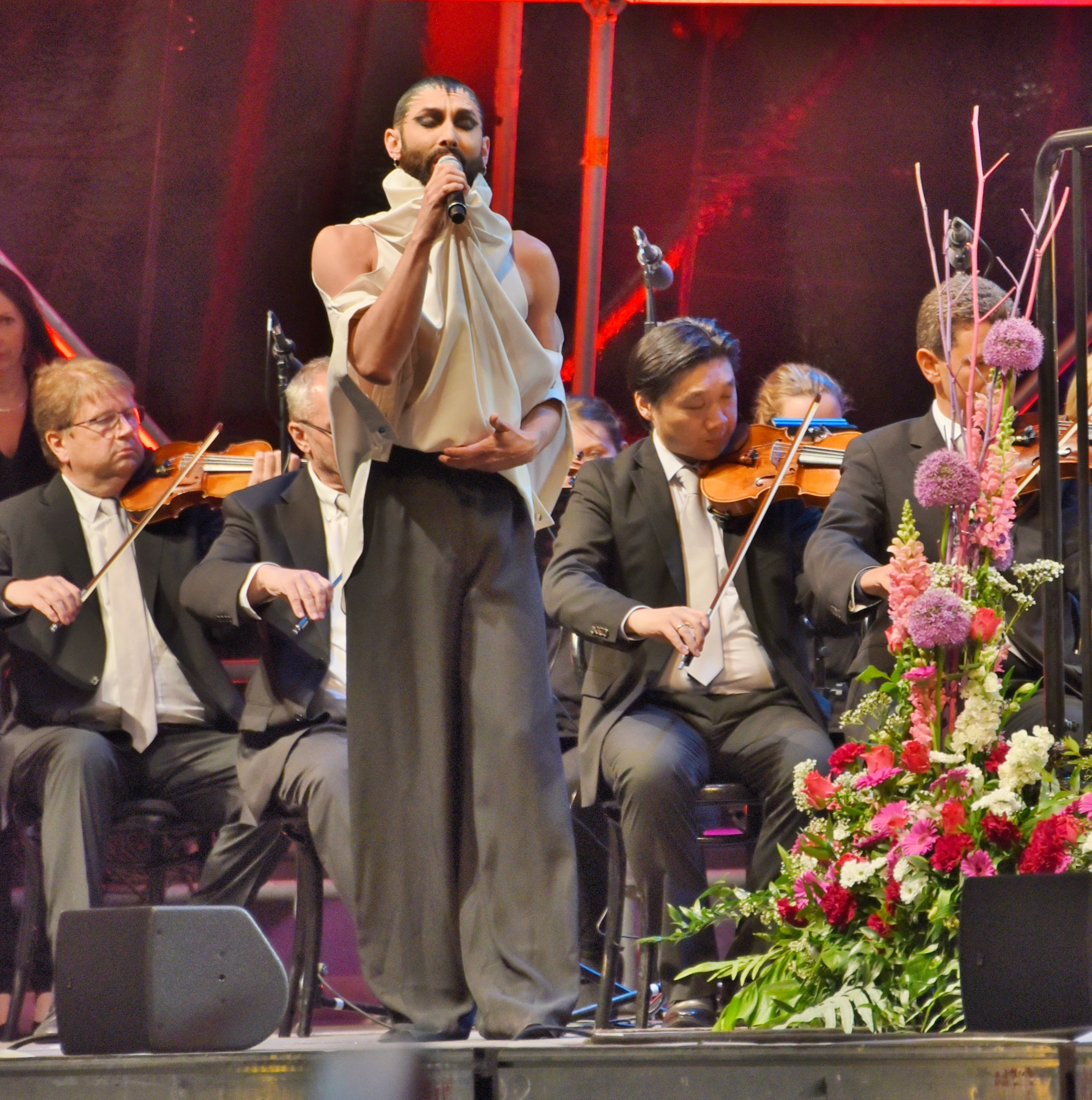
Beim Fest der Freude 2019

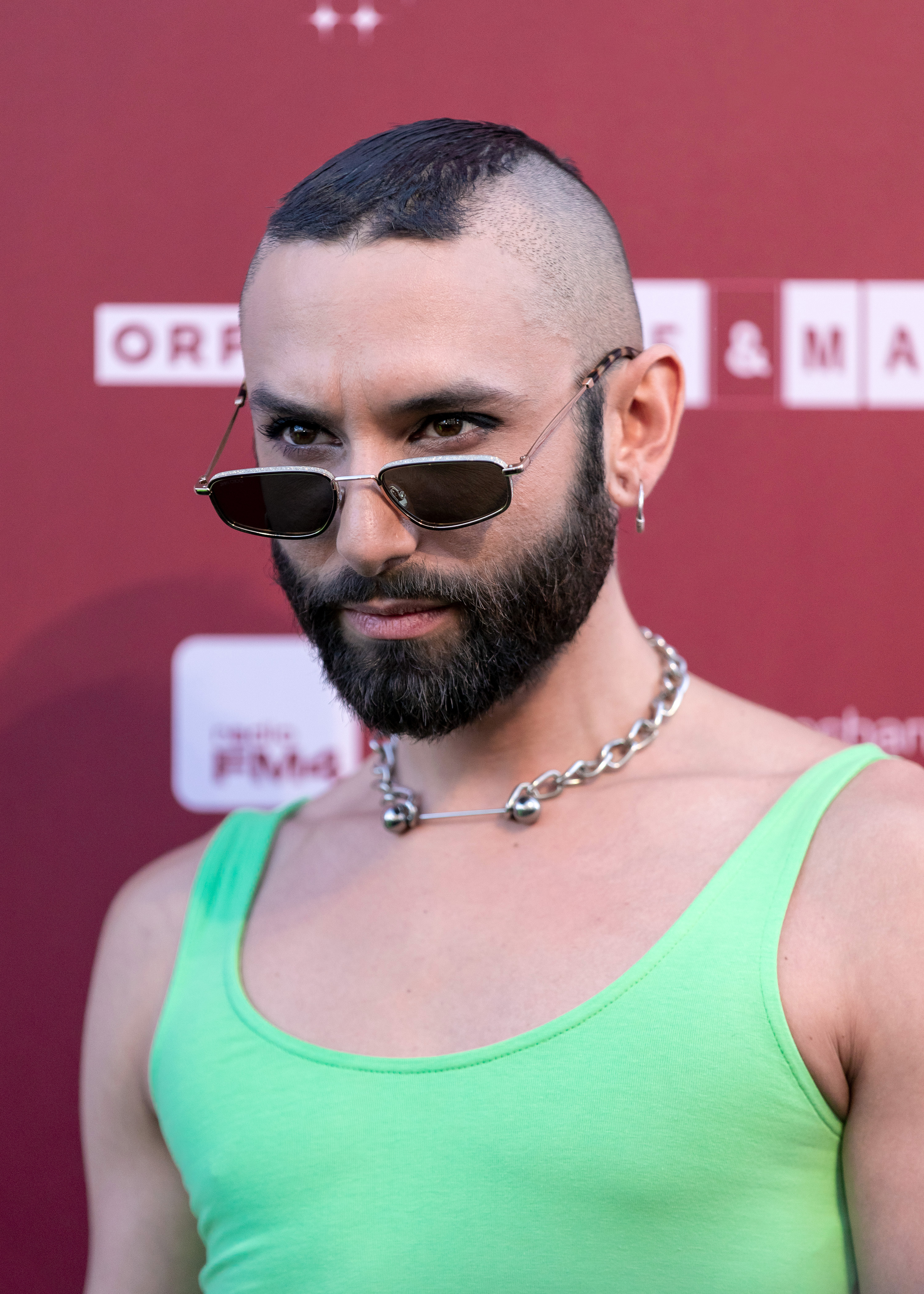
Conchita/Wurst (2019)

Beim Fest der Freude 2019 sang Conchita die Europahymne. Beim Eurovision Song Contest 2019 in Tel Aviv trat Conchita gemeinsam mit anderen ehemaligen Teilnehmern als Interval Act auf. Er sang Måns Zelmerlöws Siegerlied Heroes.
2019 moderierte Conchita abermals die Amadeus-Verleihung, und auch den Life Ball – dieses Mal mit Andy Warhol-Muse Dianne Brill.

### Imagewechsel
2019 kündigte Tom Neuwirth an, als neues Projekt unter dem Namen WURST Elektropop zu machen. Bei dem Imagewechsel stellte er als WURST seine männliche Seite in den Vordergrund. Er verzichtete auf Perücken und erschien bei Veranstaltungen im Fetish-Outfit statt in Kleidern. Das Album T.O.M. – Truth Over Magnitude erschien im Herbst 2019. Ende 2019 saß Conchita Wurst neben Heidi Klum und Bill Kaulitz in der Jury der ProSieben-Show Queen of Drags. Im Mai 2020 moderierte er erstmals gemeinsam mit Steven Gätjen den von Stefan Raab produzierten Free European Song Contest. Bei der im September und Oktober 2020 ausgestrahlten Sendung FameMaker trat Neuwirth zum ersten Mal im deutschen Fernsehen nicht als Conchita auf.
2021 veröffentlichte Neuwirth unter dem Namen Conchita WURST die gemeinsam mit seinem früheren Boygroup-Kollegen Martin Zerza geschriebene Single Malebu. Im Februar 2024 gab er sein Schauspieldebüt im Stück Luziwuzi von Ruth Brauer-Kvam am Rabenhof Theater, in dem er die Titelrolle Ludwig Viktor von Österreich verkörperte. Im Herbst 2025 wird er für zwölf Vorstellungen als „Todesengel“ im Musical Romeo & Julia - Liebe ist alles im Berliner Theater des Westens auf der Bühne stehen.

## Diskografie

### Studioalben
| Jahr | Titel                 | Höchstplatzierung, Gesamtwochen, AuszeichnungChartplatzierungen (Jahr, Titel, Platzierungen, Wochen, Auszeichnungen, Anmerkungen) | Höchstplatzierung, Gesamtwochen, AuszeichnungChartplatzierungen (Jahr, Titel, Platzierungen, Wochen, Auszeichnungen, Anmerkungen) | Höchstplatzierung, Gesamtwochen, AuszeichnungChartplatzierungen (Jahr, Titel, Platzierungen, Wochen, Auszeichnungen, Anmerkungen) | Anmerkungen                                                                           |
| Jahr | Titel                 | DE | AT | CH | Anmerkungen                                                                           |
| ---- | --------------------- | --- | --- | --- | ------------------------------------------------------------------------------------- |
| 2015 | Conchita              | DE23 (3 Wo.)DE | AT1 Platin · (13 Wo.)AT | CH6 (6 Wo.)CH | Erstveröffentlichung: 15. Mai 2015 Verkäufe: + 15.000                                 |
| 2018 | From Vienna with Love | DE77 (1 Wo.)DE | AT1 Gold · (9 Wo.)AT | CH84 (1 Wo.)CH | Erstveröffentlichung: 19. Oktober 2018 Verkäufe: + 7.500; mit den Wiener Symphonikern |
| 2019 | Truth Over Magnitude  | — | AT3 (2 Wo.)AT | — | Erstveröffentlichung: 25. Oktober 2019                                                |

### Singles
| Jahr | Titel Album                             | Höchstplatzierung, Gesamtwochen, AuszeichnungChartplatzierungen (Jahr, Titel, Album, Platzierungen, Wochen, Auszeichnungen, Anmerkungen) | Höchstplatzierung, Gesamtwochen, AuszeichnungChartplatzierungen (Jahr, Titel, Album, Platzierungen, Wochen, Auszeichnungen, Anmerkungen) | Höchstplatzierung, Gesamtwochen, AuszeichnungChartplatzierungen (Jahr, Titel, Album, Platzierungen, Wochen, Auszeichnungen, Anmerkungen) | Höchstplatzierung, Gesamtwochen, AuszeichnungChartplatzierungen (Jahr, Titel, Album, Platzierungen, Wochen, Auszeichnungen, Anmerkungen) | Anmerkungen |
| Jahr | Titel Album                             | DE | AT | CH | UK | Anmerkungen |
| ---- | --------------------------------------- | --- | --- | --- | --- | --- |
| 2011 | Unbreakable –                           | — | AT32 (3 Wo.)AT | — | — | Erstveröffentlichung: 22. November 2011 |
| 2012 | That’s What I Am –                      | — | AT12 (6 Wo.)AT | — | — | Erstveröffentlichung: 23. Jänner 2012 |
| 2014 | Rise Like a Phoenix Conchita            | DE5 (4 Wo.)DE | AT1 Platin · (16 Wo.)AT | CH2 (4 Wo.)CH | UK17 (2 Wo.)UK | Erstveröffentlichung: 18. März 2014 |
| 2014 | Heroes Conchita                         | — | AT4 (16 Wo.)AT | — | — | Erstveröffentlichung: 8. November 2014 |
| 2015 | You Are Unstoppable Conchita            | DE67 (1 Wo.)DE | AT13 (10 Wo.)AT | — | — | Erstveröffentlichung: 5. März 2015 |
| 2015 | Building Bridges –                      | — | AT22 (1 Wo.)AT | — | — | Erstveröffentlichung: 5. März 2015 mit Arabella Kiesbauer, Alice Tumler, Mirjam Weichselbraun, Left Boy, Radio-Symphonieorchester Wien, Wiener Sängerknaben und The Suparar Kids |
| 2015 | Firestorm/Colours of Your Love Conchita | — | AT45 (2 Wo.)AT | — | — | Erstveröffentlichung: 7. August 2015 |
| 2017 | Heast as net –                          | — | AT36 (1 Wo.)AT | — | — | Erstveröffentlichung: 17. Dezember 2017; mit Ina Regen Original: Hubert von Goisern & Original Alpinkatzen (1992)                                                                |

Weitere Singles
- 2018: The Sound of Music
- 2018: Für mich soll’s rote Rosen regnen
- 2019: Trash All the Glam
- 2019: Hit Me
- 2019: See me now
- 2019: To the beat
- 2019: Forward
- 2021: Malebu

### Weitere Veröffentlichungen
- 2006: Everything  (als Thomas Neuwirth, auf dem Sampler Starmania The Very Best)
- 2006: All By Myself (als Thomas Neuwirth, auf dem Sampler Starmania The Best)
- 2011: I’ll Be There (als Conchita Wurst; auf dem Sampler Die Große Chance)
- 2014: My Lights (als Conchita Wurst; auf dem Sampler Licht ins Dunkel 2014/2015)

## Auszeichnungen und Ehrungen
- 2014: Ehrenbürgerschaft (Bad Mitterndorf)[85]
- 2014: Goldener Rathausmann[86]
- 2015: Amadeus-Awards: Künstlerin des Jahres, Song des Jahres (Rise Like a Phoenix), Video des Jahres (Heroes)
- 2015: Romy für den „TV-Moment des Jahres“[87]
- 2015: Wiener Stadthallen Flügel[88]
- 2015: Jean-Claude-Letist-Preis der Kölner Aids-Hilfe[89]
- 2016: Amadeus-Awards: Künstlerin des Jahres
- 2016: Wider-die-Gewalt-Preis[90]
- 2024: Platin-Romy[91]
- 2024: Verleihung des Nestroy-Theaterpreises 2024: Publikumspreis[92]